# Ludwig Albert
Ludwig Albert (* 8. Juli 1900 in Frankfurt am Main; † 15. Juli 1955 in Bruchsal) war ein höherer deutscher Polizeibeamter und ab 1940 Mitglied der Geheimen Feldpolizei. Von den späten 1940er-Jahren bis zu seinem Tod war er Geheimdienstmitarbeiter der Organisation Gehlen.

## Leben

### Bis 1945
Über den Lebenslauf von Ludwig Albert bis 1945 ist wenig bekannt. Die wesentlichen Akten der Geheimen Feldpolizei gelten seit Kriegsende als verschollen, auch der amerikanische Geheimdienst verweist in seinen Dokumenten zu Albert nicht auf NS-Unterlagen. Alberts deutsche Personalakten aus der Nachkriegszeit wurden bislang wissenschaftlich noch nicht ausgewertet.
Den wenigen verfügbaren Angaben zufolge war Albert zu Beginn der 1930er-Jahre Beamter der Kriminalpolizei,  bei der Kriminalpolizeileitstelle Halle (Saale). Von dort wechselte er zum Kriminalpolizeiamt (KKA) nach Frankfurt/Oder. Ab Sommer 1933 nahm er an einem Lehrgang zur Ausbildung von Kriminalisten am Polizei-Institut Charlottenburg in Berlin teil, den er im März 1935 als Kriminalkommissar abschloss. Einer seiner Kommilitonen war in dieser Zeit der damalige Kriminalsekretär  Heinrich Schmitz. Am 24. August 1937 beantragte er die Aufnahme in die NSDAP und wurde rückwirkend zum 1. Mai desselben Jahres aufgenommen (Mitgliedsnummer 4.474.743). 1940 wurde er Angehöriger der Geheimen Feldpolizei (GFP), der „Gestapo der Wehrmacht“. 1941 war er Mitglied einer Einsatzgruppe der Sicherheitspolizei und des SD in der besetzten Sowjetunion und damit an Kriegsverbrechen und der Judenvernichtung beteiligt. Albert, der Kommandant einer GFP-Gruppe war, führte bis mindestens August 1944 den Dienstgrad Kriminalkommissar, danach wurde er noch zum Kriminalrat befördert. Im Sommer 1944 erhielt er das Kriegsverdienstkreuz I. Klasse.

### Nach 1945
Ludwig Albert wurde als NS-Mitläufer entnazifiziert und trat schon vor 1949 in die Organisation Gehlen (OG) ein. Dort führte er die Decknamen Anders und Arthur. Dem US-Geheimdienst gegenüber bezeichnete man den in Frankfurt am Main lebenden Albert als einen der fähigsten Kriminalisten, der für den Aufbau einer möglichen westdeutschen Politischen Polizei verwendet werden könnte.
Innerhalb der OG-Generalvertretung L wurde Albert 1950 Chef des Regionalbüros BV 2600/Nord in Frankfurt, das für die Überwachung von legalen und illegalen kommunistischen Aktivitäten der KPD und ihrer Organisationen in Hessen und der Britischen Besatzungszone zuständig war. 1952 war er Leiter der BV 2600/West und ab April 1953 der Gesamtleiter der BV 2600. Im Dezember 1953 wurde Albert in der Zentrale der Generalvertretung L in Karlsruhe einer der Leiter der internen Sicherungsgruppe Waldkapelle. 1954 wurde Albert stellvertretender Leiter der jetzt in Dienststelle 142 umbenannten Generalvertretung.
Gleichzeitig arbeitete Albert jahrelang für das amerikanische Counter Intelligence Corps (CIC), das mit seiner Operation „Campus“ – ohne die CIA zu informieren – östliche Agenten in der deutschen Geheimorganisation aufspüren wollte. Reinhard Gehlen war darüber durch Albert selbst informiert. Albert lieferte dem CIC gegen Bezahlung Informationen über Personal und weitere Interna der Organisation.

### Verhaftung und Suizid
Nachdem ein ehemaliger Agent des Staatssekretariats für Staatssicherheit wegen Schwarzmarktgeschäften festgenommen wurde, beschuldigte er bei seinen Vernehmungen unter anderem Ludwig Albert der Zusammenarbeit mit dem ostdeutschen Geheimdienst. Daraufhin wurde der seit 1951 in Neu-Isenburg lebende Albert am 4. Juli 1955 von der Sicherungsgruppe Bonn verhaftet. Bei der Durchsuchung seines Hauses fand man belastende Hinweise, darunter zahlreiche OG-Akten und ein angeblich ostdeutsches Mikrofilm-Lesegerät. Albert leugnete aber jeglichen Geheimnisverrat an einen östlichen Dienst. Am 15. Juli 1955 erhängte er sich in der Landesstrafanstalt Bruchsal in seiner Zelle.
Zur Erleichterung der Organisation Gehlen kam der Fall nicht an die Öffentlichkeit. Erst nach der Veröffentlichung von US-Geheimdienstakten nach dem Freedom of Information Act und Nazi War Crimes Disclosure Act wurde der Fall Albert im Jahr 2006 in einem Spiegel-Artikel erwähnt. Ob Ludwig Albert tatsächlich für einen östlichen Geheimdienst tätig war, ist bis heute umstritten. Der langjährige CIA-Mitarbeiter James H. Critchfield kam bei seiner späteren Auswertung der Unterlagen zu dem Schluss, dass Albert als Dreifach-Agent gearbeitet habe. Bei den deutschen Ermittlungen nach Alberts Tod prüfte man dagegen auch, ob der Spionageverdacht gegen ihn durch den KGB gesteuert worden war – ohne dass die Untersuchungen zu einer Klärung führten.
Neuere Veröffentlichungen aufgrund von Analysen des BND im Jahr 1992 weisen darauf hin, dass Albert eher ein Opfer war, um den KGB-Agenten Heinz Felfe zu schützen, der von Albert verdächtigt wurde. Auch der Auslöser der Verhaftung von Albert, der MfS-Agent Herbert Weinmann, gab später zu, die Vorwürfe nur erfunden zu haben.